# Косминская, Ирина Петровна
Ирина Петровна Косминская — советский геофизик, сейсмолог, доктор физико-математических наук. Главные научные работы относятся к развитию метода глубинного сейсмического зондирования (ГСЗ).

## Биография
Родилась в Москве 21 июня 1916 года. Детские годы провела в Украине. 
В 1936 году переехала в Москву. В июле 1941 года с отличием окончила Московский геологоразведочный институт им. С. Орджоникидзе. В 1941—1951-х годы — сотрудник отдела сейсморазведки Института теоретической геофизики АН СССР (с 1946 года — Геофизический институт (ГЕОФИАН)). Ученица выдающегося российского геофизика-сейсмолога академика Г.А.Гамбурцева. Ее деятельность связана с развитием двух предложенных им методов - разведочного корреляционного метода преломленных волн (КМПВ) и его глубинного варианта - метода сейсмического зондирования земной коры и верхней мантии Земли (ГСЗ).В области КМПВ И.П.Косминской были исследованы геометрические особенности начальных точек головных волн и явления интерференции колебаний, возбуждаемых гармоническими и импульсными источниками. Она также принимала активное участие во внедрении метода в промышленность (1941-1952).  В 1952 году защитила кандидатскую диссертацию, В 1955 году после кончины Г.А.Гамбурцева возглавила группу ГСЗ в Институте физики Земли, которой руководила 25 лет.  В 1966 году защитила докторскую диссертацию по теме «Развитие основ метода глубинного сейсмического зондирования земной коры и верхов мантии». Применение метода ГСЗ связано с серией открытий о глубинной структуре коры, известные во всем мире. К ним относятся обнаруженные в Юго-Западной Туркмении глубокий, более 15 км, осадочный прогиб, глубочайшие корни гор на Памире. Под руководством Е.И.Гальперина и И.П.Косминской в 1956 г. на Каспийском море была разработана морская модификация метода ГСЗ, с помощью которой проведены исследования переходной зоны от Азиатского континента к Тихому океану по программе Третьего международного геофизического года. Этими экспедициями были открыты новые типы коры – переходные между континентальной и океанической – субокеаническая и субконтинентальная.
На основе полученных материалов была разработана оптимальная методика морских наблюдений и способы их интерпретации, изложенные в специальных монографиях (ГСЗ на Каспийском море, 1960 г., ГСЗ в переходной зоне от Азиатского континента к Тихому океану, 1963 г., редакторы Е.И.Гальперин и И.П.Косминская). В этих монографиях И.П.Косминской принадлежат разделы, связанные с методикой интерпретации сейсмического волнового поля и их геолого-геофизической трактовкой. Монографии содержат карты толщины коры и осадочного покрова, которые до сих пор используются геологами-тектонистами.
С начала 70-х годов группа ГСЗ под руководством И.П.Косминской принимает активное участие в международных проектах по изучению пассивных и активных окраин, такие как NASP  (Северо-Атлантический сейсмический  проект – научно-исследовательское судно НИС «Михаил Ломоносов»), Фарерско-Исландский порог (15й рейс НИС «Академик Курчатов») и Советско-американо-японский проект эксперимент по анизотропии в северо-западной части Тихого Океана (49 рейс НИС «Витязь»).
Одновременно по инициативе И.П.Косминской в Узбекистане ставятся опытные работы по изучению динамических параметров полей докритических и закритических отраженных волн от границы М для изучения ее тонкой структуры. Общение с отделом сейсморазведки во главе с И.С.Берзон помогало внедрять в глубинное сейсмическое зондирование многие, самые свежие идейные достижения сейсморазведки. Один из примеров - внедрение понятия сложной случайной пачки для объяснения структуры границы Мохоровичича, а затем и других границ в земной коре и верхней мантии, которое подтверждается сверхглубоким бурением
В этот же период И.П.Косминская активно участвует в международных организациях. В 1960-1970 гг. она член Международного комитета по Верхней мантии, в котором возглавляет секцию «Активные окраины». В 1968 году по инициативе И.П.Косминской был организован первый международный симпозиум экспертов по взрывной сейсмологии (ГСЗ) и создана международная секция КСКИ (сейсмология контролируемых источников), которая в 1993 году в Москве отметила 25-летие своей деятельности. В 1968-1983 гг. она - председатель и со-председатель  секции  КСКИ в МАФНЗ (Международная Ассоциация физики недр Земли).
В 1970-1980 гг. И.П.Косминская является членом секции «Пассивных окраин» Геодинамического проекта. Она участник и конвинер многих симпозиумов на заседаниях МГГС (Международный геофизический и геодезический союз) в 1960, 1963, 1967, 1970, 1979 гг.
В 1964-1976 гг. Ирина Петровна – председатель секции ГСЗ в ЕСК (Европейская сейсмологическая комиссия).
В 1974-1978 гг. И.П.Косминская является представителем АН СССР в Проекте глубинного бурения. Она член двух рабочих групп – по методике исследования полигонов и разбуриванию активных окраин – ею подготовлены материалы по обоснованию скважин в Охотском море и вблизи Южных Курил.
В 1979 г. по инициативе Косминской лаборатория ГСЗ ИФЗ (руководитель С.М.Зверев) участвует в международном проекте Феннолора (Балтийский щит). С тех пор Институт физики Земли систематически работает с финскими сейсмологами на основании официального соглашения между АН СССР (РАН) и АН Финляндии. Советской группой руководила И.П.Косминская. В 1990 г. ее деятельность была отмечена почетной медалью Хельсинского Университета в связи с его 300-летием.
С 1976 по 1986 гг. И.П.Косминская была членом редколлегии Европейского Геофизического журнала “Journal of Geophysics”. 
Последние годы ее жизни были связаны с изучением глубинного строения Балтийского щита, подготовкой специалистов по обработке данных ГСЗ.

## Семья
- Ризниченко, Юрий Владимирович — муж, сейсморазведчик
- Ризниченко, Галина Юрьевна — дочь, биофизик[3]
- Ризниченко, Оксана Юрьевна — дочь, геофизик[4]

## Награды
- За доблестный труд в Великой Отечественной войне
- За трудовую доблесть